# Абрамов, Сергей Борисович
Серге́й Бори́сович Абра́мов (род. 29 февраля 1972, Москва, СССР) — российский государственный деятель и управленец. Первый заместитель Председателя Правительства Хабаровского края с 16 сентября 2024 года. С октября 2015 года по 31 декабря 2019 года занимал должность индустриального директора кластера обычного вооружения, боеприпасов и спецхимии государственной корпорации «Ростех». С января 2020 года работает в концерне «Тракторные заводы».
В прошлом — начальник Дирекции железнодорожных вокзалов, советник президента ОАО «РЖД». Занимался педагогической деятельностью, вёл авторский класс в железнодорожном университете МГУПС—МИИТ. Был исполняющим обязанности президента (2004) и председателем правительства (2005) Чеченской Республики. Также имеет опыт работы аудитором Счётной палаты РФ и начальником Дирекции железнодорожных вокзалов ОАО «РЖД» (2007—2015).

## Образование и начало карьеры
Родился 29 февраля 1972 года в Москве. В восемь лет остался без отца, вырос в малообеспеченной семье.
С сентября 1989 г. по сентябрь 1991 г. работал инженером-конструктором в научно-производственном объединении «Электропровод».
В 1992—1995 годах работал в отделе валютных операций банка «Синектика». Летом 1995 года у банка была отозвана лицензия, а в июле 1998 года он был ликвидирован.
В 1995—1999 гг. Абрамов — патрон управления валютных операций в Республиканском специализированном акционерном коммерческом банке «Галлабанк» (Ташкент, Узбекистан).
В период перехода к рыночной экономике в Узбекистане Абрамов был приглашён правительством республики для организации рынка государственных казначейских обязательств, векселей и других ценных бумаг. В Узбекистане Абрамов «с нуля» создал национальный рынок ценных бумаг, объём сделок по которым достиг в июле 2013 года 14,6 млрд сумов или более 220 млн российских рублей.
В 1996 году Абрамов окончил заочное отделение Ташкентского государственного экономического университета по специальности «Бухгалтерский учёт и аудит».
В 2000 году Абрамов занял должность заместителя генерального директора по экономике и финансам НПО «Экран» (Всероссийский научно-исследовательский институт медицинской техники Минздрава РФ). В январе 2001 года стал управляющим директором Омского социально-коммерческого банка.
В 2004 году заочно окончил Российскую академию государственной службы при Президенте РФ по специальности «международные отношения». В деловых кругах имеет репутацию «профессионального финансиста высокого класса».

## Деятельность в Чечне
В марте 2001 года Сергей Абрамов был назначен министром финансов Чеченской республики.
На этой должности проявил себя жёстким и бескомпромиссным поборником государственных интересов. По свидетельству генерал-лейтенанта ФСБ в отставке Сергея Бабкина, получить у Абрамова деньги из республиканской казны без законных оснований было невозможно, даже под угрозой расстрела. О себе в эти годы Абрамов сказал: 
Ощущаю себя реформатором. Я профессиональный менеджер и хорошо разбираюсь в финансах, экономике
.
13 мая 2002 года был сбит автомобилем в центре Москвы, когда выходил из здания Министерства финансов Российской Федерации. При этом получил сотрясение мозга, перелом ключицы и множественные ушибы.
10 января 2003 года глава администрации Чечни Ахмат Кадыров уволил Абрамова с поста министра финансов, назначив на его место Эли Исаева.

## Советник председателя Счётной палаты
В январе 2003 года Абрамов был назначен советником председателя Счётной палаты Российской Федерации Сергея Степашина. В марте того же года Абрамов возглавил инспекцию палаты по оперативному контролю за расходованием бюджетных средств в Чеченской республике.

## Премьер-министр Чеченской республики
16 марта 2004 года становится премьер-министром, а 9 мая 2004 года стал исполняющим обязанности президента Чечни, после того, как в это же день Президент ЧР Ахмат Кадыров был убит взрывом во время парада на стадионе. Абрамов оставался исполняющим обязанности президента в течение пяти месяцев, до подведения итогов новых президентских выборов, на которых победил Алу Алханов. По свидетельствам, Абрамов планировал работать в Чечне долго, на восстановление Грозного собирался потратить пять лет, начал изучать чеченский язык. Наладив взаимопонимание с чеченскими чиновниками, в то же время рационально осваивал бюджетные средства, чем укрепил к себе доверие со стороны федерального центра. Противникам наведения порядка это не нравилось. Через два месяца после убийства Кадырова на Абрамова было совершено покушение в Грозном. По счастливому стечению обстоятельств премьер остался в живых.
18 ноября 2005 Абрамов был серьёзно ранен в автомобильной аварии на Рублёво-Успенском шоссе в Подмосковье, циркулировали неподтверждённые слухи о покушении, вскоре после этого исполняющим обязанности премьер-министра ЧР был назначен Рамзан Кадыров. В результате аварии Абрамов получил многочисленные травмы. Проходил длительное лечение в Центральной клинической больнице, курс реабилитации в подмосковном санатории, а затем вылетел в Мюнхен для завершения лечения. В 2006 году после выздоровления получил новое назначение в Москве.
В марте 2006 года был освобождён от обязанностей главы правительства Чеченской республики по собственному желанию. Рамзан Кадыров прокомментировал это так: «Я сожалею, потому что Сергей Борисович очень многое сделал для восстановления республики. Для меня очень много значат наши личные отношения, он мне как брат. Где бы мы ни находились, всегда будем поддерживать добрые и дружеские отношения. Он всегда будет желанным гостем в моём доме».

## Аудитор Счётной палаты
10 июля 2006 года назначен Государственной думой аудитором Счётной палаты РФ.
1 октября 2007 года Счётная палата РФ временно отстранила Абрамова от руководства возглавляемым им направлением по контролю за приватизацией и управлением госсобственностью в связи с тем, что трое из задержанных за последний месяц сотрудников ведомства работали непосредственно под его руководством. Комментируя произошедшее, глава Счётной палаты Сергей Степашин сообщил, что аресты являются итогом совместной работы правоохранительных органов и службы безопасности палаты. При этом Степашин добавил, что лично к Абрамову никаких претензий у него нет, но по этическим соображениям тот должен уйти. 1 октября 2007 был Абрамов был отстранён от своих обязанностей, а 11 октября 2007 года решением депутатов Государственной Думы досрочно освобождён от занимаемой должности.

## ОАО «РЖД»
С декабря 2007 года по сентябрь 2015 года занимал должность начальника Дирекции железнодорожных вокзалов ОАО «РЖД» (образована 1 апреля 2007). В подчинении дирекции по состоянию на 1 апреля 2013 года было чуть менее 400 вокзалов, находящихся в Москве, Санкт-Петербурге, а также во всех региональных центрах и крупных городах.
Занимался масштабной модернизацией и реконструкцией вокзалов России, созданием в местах их дислокации транспортно-пересадочных узлов в целях повышения их технологического и транспортного потенциала.
В целом по транспортным узлам 250 млрд руб. предполагалось потратить на Москву и 350 млрд руб. — на регионы. В конце 2013 года Абрамов подписал инвестиционное соглашение с ОАО «Банк Москвы» на сумму 100 млрд руб. на развитие транспортной и коммерческой инфраструктуры на железнодорожных вокзалах. Кроме того, на конференции Next Station 2013 Абрамов подписал инвестиционных соглашений почти на 300 млрд руб., которые будут направлены на строительство и модернизацию инфраструктуры новых транспортно-пересадочных узлов, а также существующей вокзальной инфраструктуры. Переоборудование московских вокзалов, на которое направлено около 10 млрд руб, проводится в соответствии с международными стандартами. В 2012 году 160 вокзалов оснастят сетью Wi-Fi, будет осуществлён переход на автоматические камеры хранения багажа и ручной клади пассажиров, на всех вокзалах Мосузла появятся типовые медицинские пункты. Как обещает Абрамов, будут обеспечены права и созданы удобства для маломобильных групп граждан и инвалидов на основе принципа безбарьерной среды, обновлены инженерные системы и узлы управления, созданы центры безопасности. Будут обустроены территории, прилегающие к вокзальным комплексам, продолжится организация автомобильных парковок, увеличится парковочное пространство.
В канун 2013 года под руководством Абрамова по данной программе осуществлена модернизация и технологический ввод Павелецкого, Рижского и Савёловского вокзалов Москвы. Инвестиции в модернизацию этих трёх вокзалов составили 3,79 млрд руб.
Одной из главных задач на посту начальника ДЖВ Абрамов считает декриминализацию вокзалов России и высокий уровень безопасности. Как признаёт сам Абрамов, в этом ему очень помогает опыт, полученный в Чечне
.
За четыре года модернизации московских вокзалов под началом Абрамова эксперты отмечают существенный прогресс в семи направлениях: удобство и комфорт для пассажиров, чистота в залах, на перронах и привокзальных площадях, быстрота обслуживания в кассах и справочных окнах, безопасность, информирование пассажиров, создание безбарьерной среды
Абрамов ведёт переговоры с Правительством Москвы о строительстве двух новых вокзалов на Киевском и Курском направлениях МЖД в районе пересечения с Калужским шоссе (автомобильной дорогой А-101).
В мае 2011 года на форуме «Стратегия 1520» в Сочи объявил об установлении побратимских отношений между Киевским вокзалом Москвы и вокзалом Аточа в Мадриде, Испания.
Осенью 2011 года сконцентрировался на освобождении площадей перед московскими вокзалами от незаконных арендаторов и благоустройстве освободившейся территории. В том числе внутри самих вокзалов, куда на смену лоткам и палаткам придут сетевые операторы (питание, торговля, услуги) с едиными стандартами качества и цены. Повсеместно на вокзалах будет доступен беспроводной интернет, оборудованы комнаты длительного отдыха, вокзалы южных регионов оснащаются солнечными батареями.
18 июня 2012 года вместе с президентом ОАО «РЖД» Владимиром Якуниным, начальником Московской железной дороги Владимиром Молдавером и мэром Москвы Сергеем Собяниным открыл Технологический центр управления пригородным пассажирским комплексом Московской железной дороги на Комсомольской площади — самое современное и высокотехнологичное предприятие на инфраструктуре Российских железных дорог.
1 апреля 2013 года на брифинге, приуроченном к 6-летию ДЖВ, сообщил об усилении безопасности на железнодорожных вокзалах и открытии на 32 вокзалах досмотровых зон, что обошлось ОАО «РЖД» в 1,5 млрд руб.
В рамках подготовки к проведению Олимпиады 2014 Абрамов сконцентрировался на строительстве и обновлении вокзальных комплексов в Сочи, Адлере и Красной Поляне.
При Абрамове ДЖВ впервые приняла на себя такую непрофильную функцию, как помощь несовершеннолетним и семьям с детьми, попавшим в трудную жизненную ситуацию.
С началом работы в ОАО «РЖД» Абрамова, вероятно с учётом его прежней деятельности и случавшимися необъяснимыми авариями, постоянно сопровождает усиленная охрана.
3 марта 2015 года Абрамов назначен советником президента ОАО «РЖД» Владимира Якунина. Согласно официальному заявлению РЖД, Абрамов «реализовал поставленные перед ним задачи по обеспечению безопасности пассажиров, организации качественных потребительских услуг, благоустройству привокзальных территорий».. Внедрена программа развития высокотехнологичных услуг: появились автоматические камеры хранения, бесплатный Wi-Fi. Под руководством Абрамова ДЖВ удалось поднять доходы от аренды коммерческих площадей почти в два раза, а прибыль — в 45 раз. В абсолютных цифрах это составило 1,5 млрд рублей.
В 2014 году начал работу Центр содействия мобильности: он работал уже во время зимней Олимпиады и Паралимпиады в Сочи.
В рамках программы обеспечения транспортной безопасности на вокзальных объектах РЖД установлено 4 тысячи видеокамер, множество сканеров и датчиков. Комплекса системы безопасности позволил не допустить проникновения террористов в здание вокзала Волгограда 31 декабря 2013 года и предотвратить большое количество жертв. Система безопасности ДЖВ, созданная Абрамовым с учётом опыта Чеченской республики, замкнута не только на Дирекцию железнодорожных вокзалов, но и на оперативные службы. В 2012 году эта Интегрированная Комплексная система безопасности (ИКСБ) была признана проектом года в области высоких технологий.
В период руководства ДЖВ Абрамов возглавлял профильный комитет Международного Союза железных дорог.
С марта 2015 года Абрамов проходил трёхмесячные курсы повышения квалификации гражданских специалистов в Министерстве обороны РФ.
17 сентября 2015 года Абрамов уволился из РЖД в связи с отставкой президента компании Владимира Якунина.

## Государственная корпорация «Ростех»
26 октября 2015 года Абрамов был назначен индустриальным директором в Государственной корпорации «Ростех» (Ростех) и курировал в этой должности производство вооружения и боеприпасов.
В «Ростехе» (Ростех) Абрамов возглавил кластер обычного вооружения, боеприпасов и спецхимии. Организации кластера разрабатывают и производят современные образцы вооружений, стоящие на уровне или опережающие иностранные аналоги в таких областях, как высокоточное оружие, ракетные комплексы, реактивные системы залпового огня, боеприпасы, стрелковое оружие, военная экипировка, беспилотные летательные аппараты и другие современные типы вооружения и военной техники. Продукция кластера также представлена за рубежом и лидирует по многим направлениям по сравнению с зарубежными аналогами. Помимо военной продукции, при Абрамове кластер выпускал и гражданскую — например, четырёх- и пятикоординатные станки.
В феврале 2017 года Абрамов, будучи главой объединённой делегации госкорпорации «Ростех» и АО «Рособоронэкспорт» на одной из крупнейших в мире выставок вооружений и военной техники IDEX-2017 в Абу-Даби от имени России представлял оружие, зарекомендовавшее себя на Ближнем Востоке, в том числе в ходе антитеррористических операций.
В июле 2017 года, на Международном авиационно-космическом салоне МАКС-2017 Абрамов как топ-менеджер «Ростеха» представил самолёт Т-500 для агрохимических работ.
В 2018 году в кластере, работающем под руководством Абрамова, для Су-57 создано радиопоглощающее покрытие фонаря кабины, снижающее отражение радиоволн от стекла вдвое.; подготовлен экспортный вариант РСЗО «Торнадо-Г».; композит HetGenMLPC, созданный на основе монолитного поликарбоната.; подготовлен серийный образец перспективной тяжёлой огнемётной системы «Тосочка».; начаты работы над третьим поколением боевых машин «Терминатор»; переведены в операционное управлении госкорпорации «Ростех» ключевые предприятия военного дивизиона КТЗ.;
начаты поставки «Авиалесоохране» патронов отечественного производства для вызова дождя.
В августе 2018 года Абрамов был одним из основных руководителей Ростеха, презентовавших на выставке «Армия-2018» новые образцы российского вооружения. В результате были подписаны соглашения о поставках российского оружия на сумму более 100 млрд рублей.

## Оборонные предприятия
В середине февраля 2017 года индустриальный директор «Ростеха» Абрамов был назначен также председателем совета директоров ПАО «Мотовилихинские заводы»..
В феврале 2017 года Абрамов включён также в состав Совета директоров Уралвагонзавода.
С октября 2017 года по июль 2018 года индустриальный директор «Ростеха» Абрамов был председателем совета директоров «Курганмашзавода».
В 2018 году в кластере, работающем под руководством Абрамова, для Су-57 создано радиопоглощающее покрытие фонаря кабины, снижающее отражение радиоволн от стекла вдвое.; подготовлен экспортный вариант РСЗО «Торнадо-Г».; композит HetGenMLPC, созданный на основе монолитного поликарбоната.; подготовлен серийный образец перспективной тяжёлой огнемётной системы «Тосочка».; начаты работы над третьим поколением боевых машин «Терминатор»; переведены в операционное управлении госкорпорации «Ростех» ключевые предприятия военного дивизиона КТЗ.; начаты поставки «Авиалесоохране» патронов отечественного производства для вызова дождя.
В 2019 году Абрамов, отвечавший, в том числе, за заводы по производству стрелкового оружия, многие из которых попали под санкции, предложил популяризировать в молодёжной среде стрелковые виды спорта и обращение с огнестрельным оружием. По мнению Абрамова, это способствует ответственному отношению к применению оружия и снижает риск эскалации насилия
В августе 2019 года заводы по производству стрелкового оружия, работой которых руководил Абрамов, начали поставку в войска принципиально нового пистолета «Удав», взамен устаревших систем.
Под руководством Абрамова оборонные предприятия Ростеха начали выходить на рынок гражданских высокотехнологичных логисти́ческих услуг.
В 2019 году Гособоронзаказ был выполнен кластером Абрамова на 99,7 %
31 декабря 2019 года руководитель Ростеха Сергей Чемезов, в связи с переходом Абрамова из Ростеха на другую работу, положительно оценил деятельность Абрамова в компании, отметив, что «под его руководством разрабатывались новые виды вооружений, многие из которых уже поставляются в войска или находятся в стадии испытаний, выведен из кризиса ряд оборонных предприятий». Отмечено также увеличение выручки от реализации гражданской продукции предприятиями ВПК, входящими в состав кластера и развитие кооперации с другими странами.
31 декабря 2019 года Абрамов покинул пост индустриального директора Госкорпорации «Ростех».

## Инвестиции в VR
Летом 2020 года Сергей Абрамов рассказал, что он стал сооснователем и председателем совета директоров компании «Номикс», фокусирующейся на VR-решениях в различных областях бизнеса. 
Абрамов вложил в проект 100 млн руб., по данным «СПАРК-Интерфакс», ООО «Номикс» зарегистрировано 27 мая. 100% компании принадлежит структуре Сергея Абрамова.

## Инвестиции в Республику Алтай
С 2020 года Сергей Абрамов реализовывает различные проекты в Республике Алтай

## Научная и педагогическая деятельность
Сергей Абрамов является кандидатом исторических наук, защитил диссертацию на тему: «Счётная палата РФ в условиях становления и развития системы финансового контроля в России». Ведёт авторский класс в железнодорожном университете МГУПС—МИИТ.

## Награды и звания

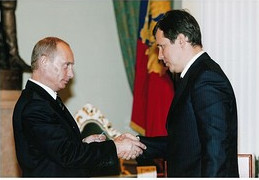
Президент России Владимир Путин вручает Сергею Абрамову орден Почёта 03.11.2005 г

Сергей Абрамов награждён орденом Почёта (2005) ,
Орденом имени Ахмата Кадырова.
Также награждён:
Медалями: «За заслуги в проведении Всероссийской переписи населения», «За боевое содружество» ФСБ России, «200 лет МВД России», «За воинскую доблесть» II степени, «Участник боевых действий на Северном Кавказе 1994—2004», «За службу на Кавказе», «В память 300-летия Санкт-Петербурга», «За заслуги перед Чеченской Республикой».
Знаками: «Отличник финансовой работы Министерства финансов Российской Федерации», «Почётный адвокат России», «Почётный работник Счётной палаты Российской Федерации», «За содействие в межгосударственном сотрудничестве в борьбе с преступностью», «За содействие БКБОП».
Знаком «Почётный железнодорожник России»
Почётными грамотами, благодарностями Министерства финансов РФ и Счётной палаты РФ, памятными и юбилейными наградами, а также именным оружием.
Знак отличия «За заслуги перед городом Рыбинском» вручён Сергею Абрамову, который, будучи начальником Дирекции железнодорожных вокзалов ОАО «РЖД», принял решение о реставрации здания железнодорожного вокзала в Рыбинске, а затем в течение трёх лет курировал восстановительные работы.
Заслуженный экономист Чеченской Республики.
Член Бюро Центрального совета Общероссийской общественной организации «Союз машиностроителей России»

## Семья
Жена Алла Анатольевна Калашник (род. 19 ноября 1963), работает во Внешэкономбанке РФ. Сын Николай (род. 2004).